# 济南泺口黄河铁路大桥
济南泺口黄河铁路大桥位于山东省济南市，是原津浦铁路和现邯济铁路跨越黄河的大桥，始建于1909年4月，1912年10月竣工，由德国奥格斯堡-纽伦堡机械制造股份有限公司古斯塔夫堡工厂承建，是当时全国孔径最大的铁路桥梁。2013年被列为第七批全国重点文物保护单位。

## 周围环境
| 周围环境       | 周围环境                                                                                        |
| -------------- | ----------------------------------------------------------------------------------------------- |
| 降水量（毫米） | 年均685 最大1164.8 最小320.7                                                                    |
| 汛期           | 凌汛期：12月-次年3月 桃汛期：5月-6月 洪汛期：7月下旬-10月                                       |
| 最大流量       | 11940立方米/秒（1958年7月23日）                                                                 |
| 最大流速       | 4.4米/秒（1958年7月23日）                                                                       |
| 最高水位       | 32.24米（1996年8月18日） （超出警戒水位0.16米，超出1958年洪水位0.15米，超出1976年洪水位0.10米） |
| 地震烈度       | 六度                                                                                            |

## 历史

### 规划
早在1899年5月《津浦铁路借款草合同》签订后，德国承建方就开始选择铁路跨越黄河的桥址，并在3年时间内考察了济南附近黄河上、下游90公里的范围，最终确定在泺口镇建桥较为适宜。1908年8月12日，德国承建方与津浦铁路北段总局正式签订了建造黄河桥合同。即将开工之际，中方有人提出加大桥孔跨度、减少桥墩以便河水通过，虽经多次磋商无结果。后来在1908年12月30日，邮传部派詹天佑等专家来济南协调。经过考察，并结合经济能力，最终专家团提出了“减少桥墩、扩大桥孔、加固堤身”的方法来统一两方意见。之后，桥式又被修改达5次之多，并于1909年下半年才确定了大部分的设计。

### 建设
虽然开工典礼在1908年10月15日就举行了，但是因桥式方案几次变更，大桥一直拖至1909年7月才正式开工。
大桥主体结构为简支钢桁梁，一共使用了8625吨。
大下部结构自北岸算起，第1-7号桥墩及南北两桥台为钢筋混凝土桩，采用汽力旋转打桩机打入，共用桩1270根。第8、9、11号桥墩为气压沉箱加桩，第10号桥墩为气压沉箱，沉箱采用内挖法下沉。为避免洪水冲刷，分别在4个桥墩周围打筑木排桩，棱角处使用铁桩，桩围之内挖出泥土，充填石块，再用水泥封顶。全桥墩、台身用混凝土浇筑，表层镶以料石。
1912年11月，泺口大桥完工。造价为1165.8893万德国马克，折合当时库平银454.56万两。1912年11月28日，大桥由津浦铁路北段总局总工程司德浦弥勒负责验收，对轨道及桥梁各部位检测均符合设计标准。检测大桥载重能力时，采用划痕法和冯次乐夫氏测量器进行检查，各孔均能满足设计要求。29日，泺口大桥正式交付津浦铁路北段总局管理。至此，津浦铁路全线贯通，结束了以黄河为界分南北两段通车的局面。

### 建成后

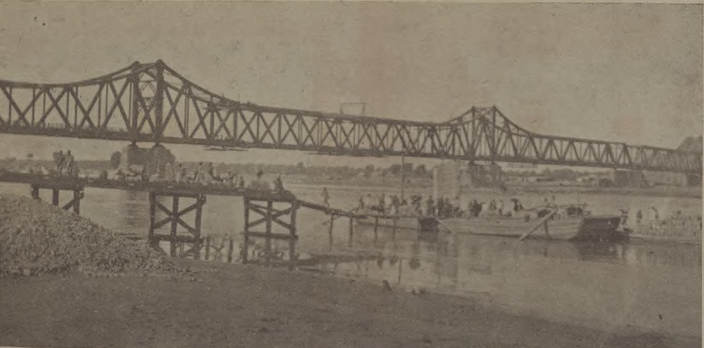
1929年的济南泺口黄河铁路大桥，载《图画时报》第568期

由于津浦铁路重要的战略地位，泺口大桥和津浦铁路一样，曾在多次的冲突（包括军阀割据、抗日战争和第二次国共内战）中遭到损毁。这给大桥带来了安全隐患，也导致最后大桥预留的复线设计未能使用，甚至面临被拆除的窘境。

50年代初，由于泺口大桥存在的病害的隐患，通过的列车被限制双机联挂及限速20公里/小时。1951年9月，铁道部工务局桥梁检定队对该桥进行了全面检测，认定大桥不需要采取限速措施，但仍应限制双机联挂，防止超载；同时检定队依据检测结果进行了整修和加固。
1958年，大桥经历了二百年一遇的特大洪水冲击，桥墩护桩冲刷严重。7月23日洪峰最大，其流量为11940立方米/秒，流速为4.4米/秒，持续时间长达5个小时。8月6日，周恩来总理飞抵济南，察看水情，并要求一定要确保大桥安全，保证铁路正常运输。7日，济南局确定了大桥的防洪措施，11日开始施工，采用了打铁桩加强桥梁平面的稳定性、修筑防水屏障阻挡水流冲击等方法，同时对10号桥墩抛石笼加以防护。21日，大桥防洪工程提前两天完工，保证了津浦铁路干线的畅通。后来周恩来总理视察的地方在1977年成为山东省文物保护单位。

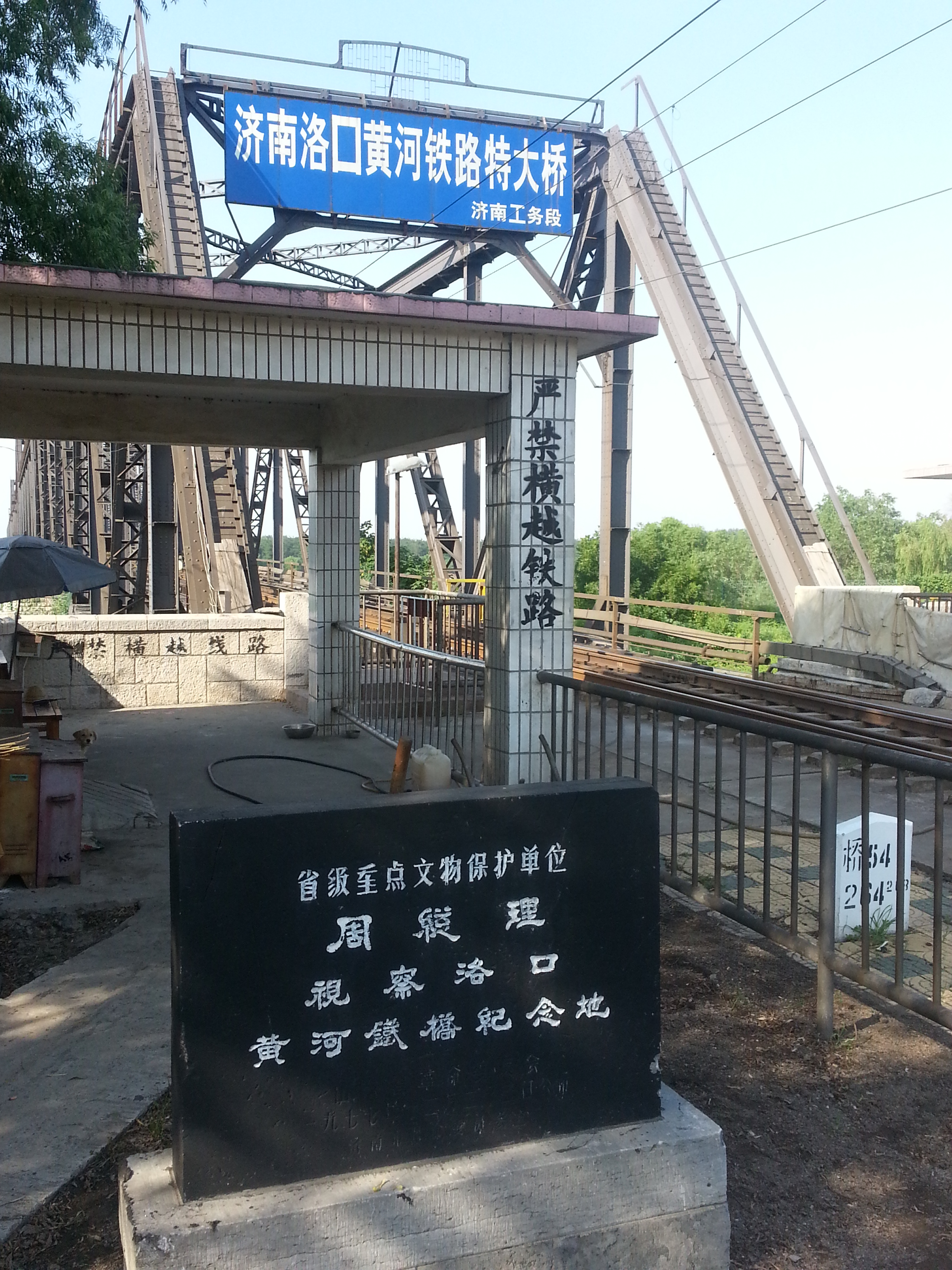
周总理视察泺口黄河铁路桥纪念碑
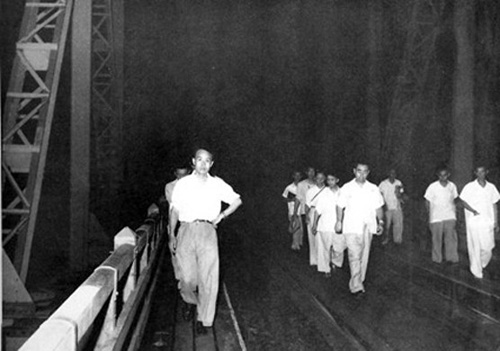
周恩来总理在1958年视察泺口大桥

1958年规划津浦铁路双线改造和济南铁路枢纽改造时，中铁大桥局认为，泺口大桥虽预留铺设双线的余地，但不符合现行标准：桥墩虽按双线要求施工，但设计承载能力较低，而且连年的战争也给大桥留下了隐患；同时，加固改造需要切断津浦铁路的车流，影响正常运输。总之，改造泺口大桥在技术上、经济上都不适宜。最后，大桥局转而在上游新建双线的曹家圈大桥，本桥依然保持单线。
1960年及1966年，大桥又进行了结构试验，各项指标尚能满足要求。但对第10孔钢梁下挠对承载能力的影响，未能做出结论。1981年，济南局工务部门对大桥上部结构进行了重点测量、检查和检算。
1970年，冰排阻塞河道、危及大桥安全的情况下，解放军驻济部队开炮炸开冰凌，消除了特大凌汛的威胁。
1982年，济南局桥隧大修段对大桥进行了加固。
因长期运营，至1989年，纵梁的疲劳积累损伤度达到1.16，已不能保证安全运行，故大桥停止运营。1992年，因防汛原因，1-4孔钢梁被拆除。

#### 战争破坏
泺口特大桥建成后，屡遭战争破坏，比较严重的有两次：
第一次是1928年，据守山东的奉系军阀张宗昌在北伐战争中失利，在5月向黄河北溃逃时，将8号桥墩炸毁并削去约3.8米，8号桁梁与9号锚臂梁的端横梁坠落桥墩上，1929年7月完成修复，共投资2.01万元。
中原大战爆发后，1930年端午节前后，蒋介石部与阎锡山、冯玉祥部隔河炮战，击伤钢梁多处。1931年，由津浦铁路管理局大修加固，共耗资2.67万元。
第二次是1937年11月15日，山东省政府主席、第五战区副司令长官韩复榘逃离济南时组织工程队炸毁了泺口大桥。3～10号桥墩及钢梁全部炸毁坠入河中；其中第9、10号桥墩水面以上全部被炸飞；3孔悬臂梁断裂坠入河中；第3、4、5、6、7、8各孔钢梁均一端坠地；钢梁杆件被炸伤87处之多。后由日军于1938年7月，换用日本汽车制造株式会社制造的新梁修复通车，共投资376万元，用钢材4000余吨。架梁时出于军事需要，未待铆合即强行通车，致使第10孔孔梁下挠240毫米，给大桥留下隐患。
1949年2月，国民党军队派飞机轰炸泺口黄河特大桥，炸伤悬臂梁，当时进行了焊修。1959年又进行大修加固。

### 去留之争
1987年大兴安岭火灾后，全中国上下掀起排查安全隐患的活动，山东省水利部门与黄河河务部门认为泺口大桥使用了77年，超出保险期27年，一旦发生洪灾就可能倾覆，影响大堤两岸安全。于是，山东省向国务院发出请求拆桥的报告。据曾任职山东省计委工业处的干部回忆，“国务院同意，并要求1989年6月底前拆完”。
这个提议遭到了多位桥梁专家的强烈反对，他们觉得有必要把桥保下来。“既要保证大桥行洪万无一失，又要保住可使用的价值。”其中一位专家曾计算，泺口大桥的拆除将使既有的17公里线路、设备、编组场全部作废，还涉及5000多亩土地；如果利用老桥，改造的费用仅用2000多万元，至少节省近5个亿。在国务院批复后，铁路桥运量被核减了400万吨，造成了煤炭和其他物资的运输问题；于是，铁路部门也立即给国务院打报告，请求缓拆大桥。同时，在1991年8月，11名专家再向省政府递交“关于保留老桥的建议书”，还有九三学社的专家向学社中央致信以请求保留大桥。
事情在时任山东省副省长马世忠接手后出现了转机；他认为有必要对泺口大桥的去留问题进行论证。在时任省长赵志浩过问、同意后，省计委委托山东铁道学会于1991年9月召开专家论证会，有37位专家、近20家单位及马世忠参加。论证会之前，相关领域的专家曾对钢梁做了理化性能试验，证明了钢梁能完全满足使用。在论证会上，专家们得出结论：这座铁路桥可以再用25年。
论证会得出结论后，山东省又递交了新的保留泺口大桥的报告，并由时任的省长和所有副省长签字。一个月后，国家计委专门研究山东省请求保留泺口老桥的报告。次年，有关意见被时任副总理邹家华批示，铁道部立项研究，专门论证钢梁的疲劳和剩余寿命问题。随后铁道部论证会得出结论，大桥可继续使用至少30年。
在中央部门研究时，当年的汛期临近，中央部委的多位领导来到济南，要求拆除泺口大桥以便于防洪。为了防洪安全，大桥北侧四孔钢梁暂时被拆掉，安装时用的国产钢梁。
最终，泺口大桥被保留并翻新，继续承担着济南铁路枢纽和京沪铁路的运输任务。

### 重新投入使用
为建设邯济铁路，1999年铁道部大桥工程局对大桥进行改建。随着邯济铁路在次年开通，泺口大桥成为了邯济铁路正线的一部分。
2000年9月-2005年9月，维护部门进行了多次试验，结果表明：老桥主桁杆件的结构效验系数偏大、个别杆件受力状态不佳，新梁横向刚度不足，可基本满足当时速度下的客货列车安全运营需要。
2003-2004年间，大桥维护部门在桥身发现了多处裂纹，并进行了相应的加固。
| 2003-2004年间发现的问题及维护措施 | 2003-2004年间发现的问题及维护措施                                                                                   | 2003-2004年间发现的问题及维护措施 |
| 时间                              | 问题 | 措施 |
| --------------------------------- | --- | --- |
| 2003年8月29日                     | 第10孔第16节间邯郸方向纵横梁联结处、 纵横梁端部下翼缘圆弧(切口)处 发现竖直裂纹150毫米                               | 列车限速25公里/小时， 同时在裂纹端部钻孔处理，防止裂纹发展， 并及时进行加固 |
| 2004年1月18日                     | 第10孔第15节间济南方向4个纵横梁联结角钢处 发现竖直裂纹7条，最长的达520毫米                                          | 立即封锁桥上线路， 梁下搭设钢支墩， 采用D12施工便梁， 架空第15节间 |
| 2004年2月18日                     | 第11孔第8节间济南方向下游纵梁下翼缘竖直裂纹长25毫米 第4节间邯郸方向下游裂纹长8毫米 第13节间邯郸方向上游裂纹长20毫米 | 纵梁下翼缘裂纹长达150毫米的， 在纵梁裂纹腹板两面贴合2块厚12毫米钢板， 用8个高强螺栓连接； 四个裂纹的纵横梁连接角钢全部换新角钢； 连三孔47个横梁缺少纵横梁联结板的全部增加纵横梁联结板 |
| 2004年2月22日                     | 第10孔第10节间济南方向下游裂纹长5毫米， 第17节间济南方向下游裂纹长20毫米                                            | 纵梁下翼缘裂纹长达150毫米的， 在纵梁裂纹腹板两面贴合2块厚12毫米钢板， 用8个高强螺栓连接； 四个裂纹的纵横梁连接角钢全部换新角钢； 连三孔47个横梁缺少纵横梁联结板的全部增加纵横梁联结板 |